# Проклятье 3D
Проклятье 3D (яп. 貞子3D) — сверхъестественный фильм ужасов 2012 года режиссёра Цутому Ханабуса, основанный на романе Кодзи Судзуки «S».

## Сюжет
Таинственный мужчина в белом бросает в колодец длинноволосую женщину. В колодце полно женщин, все с длинными волосами, все в ночных рубашках.
Спустя тринадцать лет после выхода оригинального фильма два самоубийства побуждают детектива Койсо и его напарника расследовать череду загадочных смертей. Смерти связаны с видео, воспроизводимым на устройствах; незадолго до смерти голос говорит: «Ты не тот». Хотя Койсо не убежден, его напарник делает вывод, что смерти являются результатом проклятого видео, созданного онлайн-художником Сейджи Кашивада.
Аканэ Аюкава, учительница погибшей школьницы, обнаруживает, что лучшая подруга школьницы Риса просматривала проклятое видео. Видео было удалено, но после него появляется сообщение об ошибке 404, предлагающее воспроизвести видео, когда зритель находится в одиночестве. В нем Кашивада позволяет длинноволосой женщине убить себя. Когда видео заканчивается, Риса подвергается нападению; Аканэ прибывает как раз вовремя, чтобы спасти ее. Призрак говорит Аканэ, что она «та самая». Аканэ кричит, и компьютер уничтожается. Тем временем Койсо и его напарник обыскивают квартиру Кашивады, отмечая мебель и декоративные обои, которые выглядят как набор. Хозяйка отмечает, что все поверхностно.
Аканэ — телекинетик, которая продемонстрировала свою силу много лет назад, когда маньяк напал на ее школу. Хотя она спасла школу, ее заклеймили уродом. Таканори Андо, сын Мицуо Андо из предыдущего фильма, мальчик, который ценит ее способности, вырастает и становится ее парнем. Вскоре она понимает, что видео нацелено на нее, когда в их доме воспроизводится видео и появляется женщина. Несколько экранов показывают нападающую женщину. Таканори и Аканэ бегут на улицу, где они считают себя в безопасности, но большой грузовик с ЖК-дисплеем показывает гигантскую версию призрака, который уносит Таканори.
Пока его партнер не совершает самоубийство на его глазах, детектив Койсо продолжает сомневаться в существовании фильма, даже когда выясняется, что первоначальная трансляция онлайн-видео убила его первоначальных зрителей и сотрудников сайта, на который оно было загружено. Койсо пробирается в квартиру Кашивады, стремясь найти ответы. Он обнаруживает, что обои — это орда белых бабочек, скрывающих заметки и историю. Кашивада пытался воскресить Садако Ямамуру в качестве мести человеческому населению за его преследование. Сначала он похищал длинноволосых женщин и живыми бросал их в колодец. Однако, когда выяснилось, что тело таким образом найти нельзя, он организовал «проклятое видео», чтобы видео нашло для нее идеального ведущего.
Койсо находит Аканэ, которую допрашивал ранее, и они вдвоем отправляются в старый дом Ямамура. В нем больше нет гостиницы, а рядом с колодцем был «новый» ветхий торговый центр. При приближении к колодцу появляется причудливое факсимиле Садако и нападает на Койсо, кусая его за шею. Женщины, брошенные в колодец, стали несовершенными версиями Садако. Они атакуют Аканэ, но скрытно и сопротивляясь, Аканэ побеждает несовершенного Садако.
Когда она добирается до центра заброшенного здания, она обнаруживает, что Таканори застрял в мобильном телефоне в центре комнаты. Прибывает легион несовершенных Садако, но ее страх активирует ее телекинетические способности, которые уничтожают их. Аканэ переносится на крышу, где ее ждала «настоящая» Садако. Садако говорит, что они точно такие же, что Аканэ отрицает; Садако использует свои силы для разрушения, пока она помогает людям. Увидев Таканори с ножом у горла, Аканэ променяет себя на его жизнь. Садако соглашается и входит в нее. Аканэ покрыта большим количеством волос призрака и зарыта в них.
Таканори, теперь свободный от рабства Садако, уничтожает телефон. Крыша поддается, и Аканэ падает на этаж ниже, вся в волосах Садако, но ей удается сбежать живой. В сцене в середине титров было показано, что сразу за зданием рядом с колодцем домовладелица Кашивады уходит, и ее слова: «Разве все это не искусственно?» эхо. В сцене после титров снова воспроизводится вступление к видео Кашивады, но его вступление меняется: «Ну вот, снова».

## В ролях
- Сатоми Исихара — Аканэ Аюкава
- Кодзи Сэто — Таканори Андо
- Юсуке Ямамото — Сэйдзи Кашивада
- Рёсей Таяма — детектив Койсо
- Ай Хашимото — Садако Ямамурма

## Продолжение
Продолжение Проклятье 3D под названием Проклятие 3D 2 было выпущено 30 августа 2013 года.